# Reyon Kay
Reyon Kay (ur. 10 grudnia 1986) – nowozelandzki łyżwiarz szybki, srebrny medalista mistrzostw świata.
Największy sukces w karierze osiągnął w 2017 roku, kiedy wspólnie z Shane'em Dobbinem i Peterem Michaelem zdobył srebrny medal w biegu drużynowym podczas dystansowych mistrzostw świata w Gangneung. Na tej samej imprezie zajął też 23. miejsce w starcie masowym. Podczas rozgrywanych rok wcześniej dystansowych mistrzostw świata w Kołomnie był szósty w starcie masowym. Na podium zawodów Pucharu Świata po raz pierwszy stanął 15 listopada 2015 roku w Calgary, gdzie był trzeci w starcie masowym. W zawodach tych wyprzedzili go tylko Belg Bart Swings i Jorrit Bergsma z Holandii.